# Hemichromis elongatus
Hemichromis elongatus es una especie entre los peces de la familia Cichlidae en el orden de los Perciformes.

## Morfología
Los machos pueden llegar alcanzar los 15 cm de longitud total.

## Distribución geográfica
Se encuentran en África: desde Guinea hasta Angola.